# Zazdrość
Zazdrość [pronunciación en polaco: /ˈzazdrɔɕt͡ɕ/] (en alemán: Louisenthal) es un pueblo en el distrito administrativo de Gmina Dźwierzuty, dentro del Distrito de Szczytno, Voivodato de Varmia y Masuria, en el norte de Polonia. Se encuentra aproximadamente 4 kilómetros al este de Dźwierzuty, 18 kilómetros al norte de Szczytno, y 34 kilómetros al este de la capital regional, Olsztyn.
Hasta 1945 el área era parte de Alemania (Prusia Oriental).